# Miklós Horthy
 Der er for få eller ingen kildehenvisninger i denne artikel, hvilket er et problem. Du kan hjælpe ved at angive troværdige kilder til de påstande, som fremføres i artiklen.

Miklós Horthy (18. juni 1868 – 9. februar 1957) var Ungarns leder i 1920-44.

## Tidlige liv
Han trådte ind i Østrig-Ungarns marine som officer i 1896, og fra 1908-1914 var han ordonnans for kejser Franz Joseph. Den 27. februar 1918 udnævntes han som den sidste chef for den østrig-ungarske flåde foran 35 officerer, som havde større anciennitet. Da krigen sluttede trak han sig tilbage som civil i sit nye, nu selvstændige hjemland Ungarn.
Freden blev dog kort, idet kommunisten Béla Kun tog magten i Budapest og udråbte en sovjetrepublik. En kontraregering oprettedes i Szeged, som var besat af franske styrker. Horthy blev tilbudt posten som krigsminister, men kort efter insisterede de allierede på en ministerrokade, og Horthy blev ikke tilbudt en post i dette kabinet.
Horthy besluttede sig for at tage kommandoen over hæren og lave et militærkup, og han gjorde sit indtog i Budapest 14. november 1919.

## Regent af Ungarn
Den 1. marts 1920 genindførte nationalforsamlingen det ungarske kongedømme, men i stedet for at kalde kong Karl 4. hjem, valgtes Horthy som regent på ubestemt tid.
Han blandede sig ikke meget i den praktiske politik i nationen på trods af, at han havde en enorm magt. Han var dog modstander af de ungarske fascister i "Pilekorspartiet", og Ferenc Szálasi blev fængslet på Horthys personlige ordre.
I perioden op til 2. verdenskrig allierede Horthy sig med Tyskland og blev belønnet med 1/3 af Slovakiet i 1938 og yderligere områder i 1939. Det nordlige Transsylvanien blev også genvundet.
Ungarn trådte fuldgyldigt ind i krigen på tysk side, da landet deltog i invasionen af Jugoslavien. Men allerede i løbet af 1942 sendte Horthy de første forhandlere af sted for at mødes med de allierede.

## Fald og eksil
Efter afslutningen af Operation Panzerfaust blev Horthy ført til Tyskland, og Pilekorspartiet med Ferenc Szálasi i spidsen overtog magten i Ungarn. Horthy sad i husarrest, indtil amerikanerne overtog ham i maj 1945.
Jugoslavien krævede Horthy udleveret efter krigen, men hverken USA eller Sovjetunionen ville være med til det, så han blev sendt i eksil i Portugal.
I 1993 blev han begravet i sin hjemby Kenderes i Ungarn.